# Komitet 1922
Komitet 1922 (ang. 1922 Committee), właśc. Conservative Private Members' Committee – parlamentarna frakcja brytyjskiej Partii Konserwatywnej, która stanowi reprezentację wyłącznie jej szeregowych posłów (backbenchers).
W przypadku znajdowania się w opozycji w skład Komitetu 1922 wchodzą wszyscy posłowie Partii Konserwatywnej, jednak w razie przejęcia władzy zgodnie z tradycją nie należą do niego nigdy wywodzący się z konserwatystów premier i ministrowie oraz whipowie, a ich udział w posiedzeniach frakcji następuje tylko na specjalne zaproszenie. Komitet zbiera się w środy o godz. 17:30 na poufne posiedzenia.
W posiedzeniach Komitetu 1922 mogą brać udział posłowie do Parlamentu Europejskiego, jednak bez prawa głosu. Większy wpływ na linię polityczną partii ma komitet wykonawczy, powoływany wewnątrz frakcji. W skład tego ciała wchodzi przewodniczący Komitetu 1922, jego dwaj zastępcy, skarbnik, dwóch sekretarzy i dwunastu innych członków, wybieranych na roczne kadencje. Komitet wykonawczy zbiera się w środy o godz. 16:30. Przewodniczący Komitetu odgrywa znaczącą rolę jako przedstawiciel szeregowych posłów partii z bezpośrednim dostępem do jej lidera. Przewodniczący Komitetu zasiada także w zarządzającej partią Conservative Board. Najdłużej urzędującym przewodniczącym był Edward du Cann (1972–1984).
W przypadku Izby Lordów, jej szeregowi konserwatywni członkowie należą do Association of Conservative Peers, który także zbiera się raz w tygodniu, choć członkowie tej izby mogą brać udział także w posiedzeniach Komitetu 1922. Część lordów korzysta z tej możliwości.
Frakcja powstała w 1923 r., a jej nazwa nawiązuje do komitetu utworzonego przez posłów konserwatywnych, którzy zostali wybrani do parlamentu po raz pierwszy podczas wyborów w 1922 r., i którzy stworzyli blok opozycyjny wobec Davida Lloyda George'a. Znaczenie Komitetu było duże, bowiem od 1902 do 2015 r. w sumie pięciu z szesnastu liderów Partii Konserwatywnej odeszło ze stanowisko w związku z brakiem poparcia szeregowych parlamentarzystów. Sprawowanie urzędu premiera przez ponad 10 lat i odciśnięty przez ten czas wpływ na partię nie uchronił nawet Margaret Thacher przed odejściem ze stanowiska w sytuacji utraty poparcia działaczy.